# 1941 w sztukach plastycznych
Wydarzenia w sztukach plastycznych i wizualnych w 1941 roku.

## Wydarzenie
- Nuri Iyem założył grupę artystyczną Yeniler Grubu[1]
- Ellen Browning Scripps otworzyła Museum of Contemporary Art San Diego

## Malarstwo
- Salvador Dalí

Oblicze wojny (1940-41)
Miękki autoportret ze smażonym boczkiem
- Roland Vivian Pitchforth

Czas przekąski w fabryce
- Paul Nash

Bitwa o Anglię

## Urodzeni
- 4 stycznia – Ryszard Tokarczyk,  polski artysta, malarz, twórca instalacji
- 5 marca – Ryszard Czekała (zm. 2010), polski artysta plastyk
- 20 marca – Jerzy Duda-Gracz (zm. 2004), polski malarz, rysownik, scenograf
- 8 listopada – Julian Antonisz (zm. 1987), polski artysta plastyk
- Janusz Zagrodzki, polski historyk sztuki, krytyk, kurator

## Zmarli
- Norbert Strassberg (ur. 1912), polski malarz, grafik
- Władysław Łuczyński (ur. 1895), polski malarz i nauczyciel rysunku
- 3 stycznia – Eugène Boch (ur. 1855), belgijski malarz
- 3 marca – Edward Wittig (ur. 1879), polski rzeźbiarz
- 1 kwietnia – Károly Patkó (ur. 1895), węgierski malarz
- 23 kwietnia – Erich Basarke (ur. 1878), niemiecki architekt
- 21 czerwca - Otto Günther-Naumburg (ur. 1856), niemiecki malarz
- 30 grudnia – El Lissitzky (ur. 1890), rosyjski malarz, grafik, architekt, typograf i fotografik